# XVI Cumbre Iberoamericana
La XVI Cumbre Iberoamericana de Jefes de Estado y de Gobierno, se realizó en Montevideo (Uruguay) los días 3, 4 y 5 de noviembre de 2006, en la que los dirigentes de los 22 países miembros analizaron el proceso actual de las migraciones de personas entre países, regiones y continentes, determinando los problemas que se plantean y las posibles soluciones.

## Países y jefes de Estado presentes en la XVI Cumbre Iberoamericana
- Uruguay: Presidente Tabaré Ramón Vázquez Rosas
- Andorra: Jefe del Gobierno Albert Pintat Santolària
- Argentina: Presidente Néstor Carlos Kirchner
- Bolivia: Presidente Juan Evo Morales Ayma
- Brasil: Presidente Luis Inácio Lula da Silva
- Chile: Presidenta Verónica Michelle Bachelet Jeria
- Colombia: Presidente Álvaro Uribe Vélez
- Costa Rica: Presidente Óscar Rafael de Jesús Arias Sánchez
- Cuba: Vicepresidente Carlos Lage Dávila
- Ecuador: Presidente Luis Alfredo Palacio González
- El Salvador: Presidente Elías Antonio Saca
- España: Rey Juan Carlos I y Presidente José Luis Rodríguez Zapatero
- Guatemala Vicepresidente Eduardo Stein Barillas
- Honduras Presidente José Manuel Zelaya Rosales
- México: Presidente Vicente Fox Quesada
- Nicaragua: Vicepresidente Alfredo Gómez Urcuyo
- Panamá: Vicepresidente Rubén Arosemena Valdés
- Paraguay: Presidente Óscar Nicanor Duarte Frutos
- Perú: Ministro de Relaciones Exteriores José García Belaunde
- Portugal: Presidente Aníbal António Cavaco Silva y primer ministro José Sócrates Carvalho Pinto de Sousa
- República Dominicana: Presidente Leonel Antonio Fernández Reyna
- Venezuela: Presidente Hugo Rafael Chávez Frías (NO CONCURRIÓ)

## Declaración de Montevideo[1]
- Compromiso de Montevideo sobre Migraciones y Desarrollo de los jefes de Estado y de Gobierno de la Comunidad Iberoamericana
- Carta Cultural Iberoamericana 
- Comunicado especial sobre Colombia en la XVI Cumbre Iberoamericana 
- Comunicado especial sobre la necesidad de poner fin al bloqueo económico, comercial y financiero impuesto por el Gobierno de los Estados Unidos de América a Cuba, incluida la aplicación de la llamada Ley Helms-burton. 
- Comunicado especial sobre la cooperación energética para el desarrollo sustentable 
- Comunicado sobre la ampliación del Canal de Panamá 
- Comunicado especial sobre género 
- Comunicado especial sobre la soberanía en las Islas Malvinas 
- Comunicado especial de la XVI Cumbre Iberoamericana de Jefes de Estado y de Gobierno contra la construcción de un muro en la frontera México-Estados Unidos.
- Comunicado especial sobre refugiados 
- Comunicado especial de apoyo a la lucha contra el terrorismo
- II Encuentro Cívico Iberoamericano “Migración y Desarrollo” (Declaración de Piriápolis Migraciones: un mundo sin muros por un desarrollo sostenible para todas y todas. 3 de noviembre de 2006, Uruguay).